# Памятник жене моряка (Одесса)
Па́мятник жене́ моряка́ («Моря́чка») — бронзовая скульптурная композиция, установленная в Одессе на территории Морского вокзала.

Памятник ночью

Бронзовая скульптурная композиция была изготовлена заслуженным художником Украины скульптором А. П. Токаревым, который является автором целого ряда скульптурных композиций малых форм, украшающих Одессу. Она была торжественно открыта в 2002 году в дни празднования Дня города, который в Одессе отмечается 2 сентября.
Скульптурная композиция изображает грациозную молодую женщину, которая крепко удерживает в руках ребёнка, стоящего на парапете. Фигуры композиции чуть крупнее реальных людей. И мать, и ребёнок вглядываются в морскую даль, ожидая возвращения корабля, на котором ушел в море муж-отец-моряк. Ажурный металлический парапет (он как бы одновременно является частью причала Морского вокзала), на котором установлена скульптурная композиция, полукругом охватывает бронзовые фигуры, выдвинутые вперёд относительно главной линии ограждения, отчего возникает иллюзия того, что они стоят на балконе. Парапет украшен флористическим орнаментом и гербом города Одесса, в нижней его части размещён динамик, по которому транслируется песни об Одессе и море. Кромка причала, на котором установлена скульптурная композиция, оформлен в виде носа морского судна. На парапете имеется бронзовая табличка со стихами одесского поэта Ивана Рядченко:
Той, что в нелегкий час печали,

Когда уходят корабли,

Вся остаётся на причале

У соблазнительной земли.
Скульптор рассказывал о своей работе над памятником: 

Мне была поставлена задача воплотить идею памятника «Жене моряка». Но возник вопрос: где его поставить. Я подумал, что только у моря. Здесь нужно было воссоздать некое чувство ожидания, так как в любой другой части города эта же самая скульптура изображала бы просто женщину. Вся магия бы исчезла. Возле самой гостиницы на Морвокзале ставить её тоже нельзя было. Скульптор должен предусмотреть двойные прочтения. Поэтому «Морячка» стоит спиной к отелю, но навстречу морю и пароходам. Ещё один нюанс: женщина должна ребёнка обнимать. И в то же время малыш должен как будто идти к папе, к кораблю. Для этого пришлось создать иллюзию набережной, проработать все детали. Но мне кажется, что ситуация получилась естественной.
Во время работы над фигурой жены моряка скульптору позировала настоящая балерина.